# Vera Doulova
Vera Gueorguievna Doulova (en russe : Вера Георгиевна Дулова ; Moscou, 27 janvier 1909 – Moscou, 5 janvier 2000) est une harpiste et professeur russe. L'école, ou la méthode russe, fait référence à son enseignement.

## Biographie
Vera Doulova naît dans une famille princière et musicienne, liée à la dynastie de Rurik, fondatrice du tsarat de Russie. Son grand-père était dévoué au violon et sa grand-mère, Alexandra Yourievna Zograf-Doulov a étudié le piano avec Nikolaï Rubinstein, le fondateur du Conservatoire de Moscou ; puis elle est devenue une élève favorite de Tchaïkovski. Le grand musicien a dédié à Alexandra, deux de ses œuvres pour piano.
Gueorgui Nikolaïevitch Doulov, le père de Vera, était violoniste et a servi comme second violon du quatuor du duc Georges de Mecklembourg-Strelitz, entre 1896 et 1901, puis il est instructeur et professeur de violon au Conservatoire de Moscou. La mère de Vera, Maria Andreïevna Doulova (Boukovskaïa) était une soprano, soliste au théâtre Mariinsky de Saint-Pétersbourg. Ses parents ont contracté la tuberculose autour de 1900, ce qui a ruiné leur carrière artistique. À cette époque, la famille a déménagé à Moscou.
Vera Doulova ainsi que ses frères et sœurs ont reçu un haut niveau de formation musicale. Elle a d'abord étudié le piano et le violoncelle, mais sans prendre goût à ces instruments. Quand elle suggère de passer à la harpe, ses parents l'emmènent chez Xenia Erdeli. Elle commence ses études au Conservatoire de Moscou en 1920, d'abord avec des Erdeli, puis elle est acceptée pour les leçons auprès de Maria Korchinska. Elle donne son premier concert mémorable à l'âge de douze ans. Anatoli Lounatcharski, le commissaire du peuple de l'Éducation, l'a invitée à se produire pour un concert spécial à son domicile ainsi que plusieurs musiciens célèbres de l'époque. Les élèves du Conservatoire ont donné des concerts souvent ; et ses revenus ont contribué à donner des moyens de subsistance à sa famille, en ces circonstances difficiles du temps de guerre.
La jeune Doulova conduit son succès assez bien. Elle travaille en permanence, pratique, se produit en concert, se rend au concert, aux musées et enseigne à d'autres enfants. En 1929, elle reçoit son diplôme du conservatoire et obtient une bourse pour poursuivre ses études à partir du fonds d'aide de la jeunesse douée. Elle quitte la Russie pour Berlin pour prendre des leçon de perfectionnement auprès de Max Saal.
Après son retour en URSS, Vera Doulova travaille pour le Théâtre Bolchoï. Elle est harpiste soliste de l'orchestre de 1934 à 1985. Dans les années 1930, elle épouse le célèbre chanteur, Alexandre Batourine (1904–1983).
Malgré son ascendance princière et sa renommée, Doulova n'a pas émigré de l'Union soviétique et a fièrement représenté son pays à l'étranger.

### Carrière
En 1935, elle participe au second concours de l'union des musiciens, tenue à Léningrad, et partage le premier prix avec Maria Goralova.
Après avoir donné de nombreux concerts dans Union, souvent en collaboration avec son mari, elle est devenue une artiste populaire. En 1942, pendant la Seconde Guerre mondiale, les artistes du Bolchoï sont évacués vers Kouïbychev où elle rencontre et devient l'amie de Dmitri Chostakovitch. Sans s'arrêter de jouer, elle travaille à l'hôpital, pour soigner les blessés de batailles autour de Stalingrad. En 1943, elle retourne à Moscou et reprend sa vie à son poste de harpiste.
En 1955, elle reçoit le titre d'honorable explorateur polaire quand elle organise un parcours artistique à la station Pôle Nord-4, pour présenter leur art aux travailleurs des stations polaires et les habitants.
Elle est professeur au Conservatoire de Moscou dès 1943 et sert en tant que professeur de harpe à partir de 1958. Parmi ses étudiants on trouve E. A. Moskovitina, Natalia Sameïeva, Olga Ortenberg et d'autres célèbres harpistes. Au moins trente de ses élèves remportent le premier prix aux concours et festivals d'URSS et dans le monde entier.
En 1946, deux de ses anciens élèves de l'Ippolitov-Ivanov école de musique, S. Maïkov et A. Kapliouk — avec l'assistance experte de Doulova — créent la première harpe russe.
En 1964, elle est l'un des membres fondateurs de l'association de la harpe de l'Union. En 1997, elle est présidente de jury au concours international de harpe de Moscou.
Au sortir de la Seconde Guerre mondiale, elle n'est pas autorisée à quitter le pays ; mais plus tard, elle voyage partout dans le monde, donne de nombreux concerts à l'étranger et est membre de jurys lors de compétitions internationales. À plusieurs reprises, elle participe à l'organisation de séminaires sur la harpe, animant des classes de maître à Hartford University (États-Unis) avec le harpiste et compositeur d'origine hongroise et fixé aux États-Unis, Aristid von Würtzler.
Depuis les années 1960, plusieurs écoles Doulova ou écoles russes, sont créées aux Pays-Bas, en Espagne, en Allemagne, en Hongrie, en Bulgarie, en Chine, aux États-unis, au Brésil, au Venezuela et ailleurs. Les élèves pouvant y acquérir sa technique particulière du jeu de l'instrument. Vera Doulova visite ces écoles régulièrement et propose des classes de maître également. Depuis lors, le style de jeu russe de la harpe est connu partout dans le monde et notamment par ses élèves hongroises à Moscou, les harpistes Melinda Felletár et Anna Lelkes.
Le répertoire de Vera Doulova se composait de quelque trois cents pièces. Elle a elle-même écrit de nombreuses transcriptions et études pour la harpe. Elle est l'auteur d'un livre « L'art de jouer de la harpe » (Moscou, 1973).
Parmi ses amis, elle avait de nombreux compositeurs contemporains tant soviétiques qu'étrangers parmi ses amis, notamment, Alexandre Mossolov, Sergueï Vassilenko, Lev Knipper, Evguenia Goloubeva, Paul Hindemith, Heitor Villa-Lobos, Benjamin Britten et André Jolivet. Chostakovitch était un ami intime.
Elle est devenue artiste du peuple de la RSFSR en 1966 et a reçu le prix d'État de l'URSS en 1973. Nina Makarova lui a dédié sa Procession de Nefertiti pour harpe et a composé spécialement pour elle sa Valse pour harpe.